# علم الطبيعة الرواقي

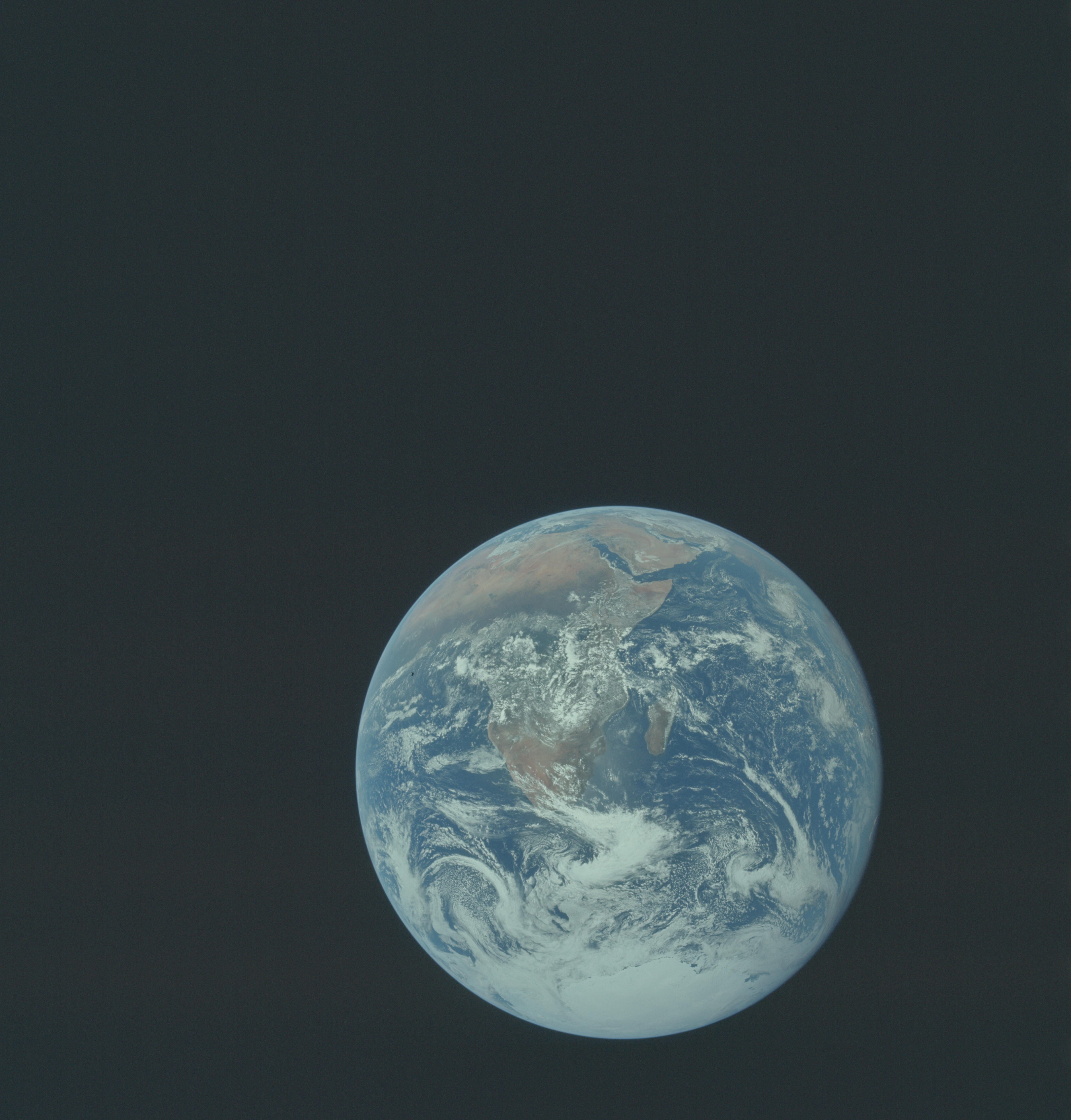

علم الطبيعة الرواقي هو فلسفة طبيعية تبناها الفلاسفة الرواقيون في الحضارة الإغريقية والرومانية القديمة، واستُخدمت لتفسير العمليات الطبيعية في عمل الكون. وينظر الرواقيون للكون على أنه إله واحد ذو طابع حلولي أو متحد مع الكون، ولكنه ذو جوهر مادي أيضًا. ويتميز الجوهر الأولى للكون بأنه ذو ماهية إلهية (الروح)، والتي تعتبر الأساس لكل الأشياء الموجودة. وتعتبر تلك الروح بمثابة الجزء أو العقل (اللوجوس) الفعال من الإله، وتعطي الصورة والحركة للمادة، وهي أصل العناصر والحياة والعقلانية البشرية. ويفسر الرواقيون بناءً على علم الطبيعة الخاص بهم تطور الكون ونهايته في خاتمة المطاف خلال دورة لا تنتهي أبدًا (التناسخ). وتنبثق الروح البشرية من العقل الإلهي الذي يتغلغل في الكون، ويكتسب الذهن المعرفة من خلال الانطباعات الحسية التي تُعرض على العقل.

## المبادئ المحورية
يريد الرواقيون خلال بحثهم في علم الطبيعة أن يخلقوا صورة متماسكة للعالم بشكل كامل. ويمكن وصف علم الطبيعة الرواقي من خلال (أ) المذهب الواحدي (ب) المذهب المادي (ج) المذهب الدينامي.

### الواحدية
كانت الرواقية فلسفة حلولية أو مرتبطة بوحدة الوجود. فيتميز الكون بأنه فعّال ومانح للحياة وعقلاني وابداعي. فهو كيان يدعم نفسه بنفسه، ويحتوي بداخله على كل ما يحتاجه، وتعتمد كل الأجزاء على التبادل المشترك مع بعضها البعض. وتستطيع الأجزاء المختلفة من هذا البناء الموحد على التفاعل وجذب بعضها البعض (التعاطف). تفسر الرواقية كل شيء بدءًا من الأحداث الطبيعية وحتى السلوك البشري بوصفه تجليات للعقل واسع الانتشار (اللوجوس). وبالتالي يقومون بتحديد الكون من خلال الله، ويُفسَر تنوع العالم من خلال تحولات ونواتج الإله بوصفه المبدأ العقلي للكون.

### المادية
تساءل الفلاسفة منذ عصر أفلاطون عما إذا كانت الخصائص المجردة للروح مثل العدالة والحكمة، لها وجود مستقل. هل يمكن القول على وجه الخصوص بوجود شيء لا يمكن رؤيته أو لمسه. كانت إجابة الرواقيين على هذه المعضلة هي التأكيد على أن كل شيء بما في ذلك الحكمة والعدالة... إلخ، له طابع مادي. وحدد أفلاطون الوجود بأنه ما يمتلك القوة على التأثير أو ما يكون مؤثرًا، ويعنى ذلك بالنسبة للرواقيين أن كل التأثيرات تحدث من خلال التلاقي الجسدي؛ فكل صورة من صورة السببية تُختزَل إلى العلة الفعالة، والتي تتضمن اتصال الحركة من جسم أحدهم إلى الآخر. ما يوجد فقط هو الجسد. أدرك الرواقيون وجود أشياء غير مادية مثل المكان والزمان والفراغ، لكن على الرغم من حقيقتها، فإنها لا توجد ويُقال ببقائها. كانت الرواقية مادية بشكل كامل؛ وتُستكشَف الإجابات على الميتافيزيقا من علم الطبيعة؛ وخصوصًا مشكلة علل الأشياء التي روجت لها نظرية المُثُل الأفلاطونية والصورة التأسيسية المشائية بوصفها حل من الحلول.

### المذهب الدينامي
تكمن السمة المزدوجة للمذهب الرواقي في مبدأين، مبدأ الفعالية أو التأثير ومبدأ السلبية: كل شيء موجود له قدرة على التأثير والتأثر. والمبدأ الفعال هو الإله، إذ يؤثر بوصفه المبدأ العقلي (اللوجوس)، والذي يمتلك مكانة أعلى من المادة السلبية. ووصف الرواقيون في كتاباتهم المبكرة المبدأ العقلي بوصفه نار خلاقة، على الرغم من تأكيد الرؤى اللاحقة على فكرة الروح بوصفها الجوهر الفعال. وهكذا يمتلئ الكون بالروح المنتشرة بالكامل والتي تسمح بتماسك المادة وتعمل على الاتصال بين جميع أجزاء الكون. وتوجد الروح في كل مكان بشكل موازٍ للمادة ومتغلغلة ومنتشرة خلالها، ويشغلان ويملآن الفضاء معًا.
صنف الأبيقوريون صورة وحركة المادة ضمن الحركة الاحتمالية الأولية للذرات. ويتسم الجوهر المادي في المذهب الرواقي بأنه ذو بنية متصلة، وتبقى معًا من خلال الشد أو التوتر بوصفها الميزة الأساسية للجسد. ويعتبر هذا الشد خاصية للروح، إذ تبقى الأجساد الفيزيائية معًا من خلال تلك الروح والتي توجد في حالة من الحركة المستمرة. تُجمع تيارات الروح المختلفة بهذه الطريقة لتعطي الأشياء استقرارها وخواصها الفيزيائية. لم يعد هناك شيء كما زعم أفلاطون، ساخنًا أو صلبًا أو ساطعًا من خلال مشاركته في السخونة أو الصلابة أو السطوع المجرد، ولكن من خلال احتواء جوهره المادي لتيارات تلك الروح، بدرجات مختلفة من الشد. ويمكن مقارنة ذلك بالصيغة الأرسطية الأساسية: في كلا المذهبين فإن المبدأ الفعال، العلة التي تجعل أي شيء على ما هو عليه، هو ذلك الذي يفسر وجود شيء ملموس معين، ولكن في المذهب الرواقي فإن المبدأ هو نفسه مادي.
وفيما يخص العلاقة بين المبدأ الفعال والمبدأ السلبي، فليس هناك اختلاف واضح. على الرغم من أن الرواقيين قد تحدثوا عن المبدأين بوصفهما نوعين منفصلين من الجسد، فمن المرجح أنهم رأوهما مجرد جانبين للكون المادي الواحد. وليست الروح من هذا المنظور عبارة عن جوهر خاص ممتزج مع المادة السلبية، ولكن بالأحرى يمكن القول أن العالم المادي له خصائص روحية. فالعالم كله عبارة عن وحدة متماسكة واحدة. وليس سبب الأشياء –الذي يفسرها- طرفًا خارجيًا يميلون إليه؛ فهو شيء يؤثر بداخلهم، وروح عميقة مندمجة، تنشأ وتنمو من الداخل.

## الكون
تصور الرواقيون الكون مثل أرسطو بوصفه محدود، إذ تقع الأرض في مركزه ويدور من حولها الشمس والقمر والكواكب والنجوم الثابتة. ورفضوا بشكل مشابه احتمالية وجود أي فراغ داخل الكون لأن ذلك من شأن أن يدمر تماسك الكون وانسجام أجزائه. ورأي الرواقيون الكون مع ذلك على عكس أرسطو، بوصفه جزيرة مثبتة في فراغ لا نهائي. يتسم الكون بخصائصه التي تميزه ويحتفظ بها معًا ويحميها ولا يمكن للفراغ المحيط به أن يؤثر عليه. ويمكن للكون مع ذلك أن يختلف في الحجم، مما يسمح له بالتمدد والتقلص في الحجم خلال دورته.

## الإله
يضع الرواقيون عادة الإله والكون مع زيوس، بوصفه الحاكم والحارس للكون وفي نفس الوقت قانونه. وليس إله الرواقيين متعاليًا عليمًا بكل شيء يقف هناك خارج الطبيعية، لكنه بالأحرى إله مُحايث، فالعنصر الإلهي مُستغرق في الطبيعة نفسها. ويوجه هذا الإله الكون نحو الخير، ويحتوي كل عنصر من العالم على حصة من العنصر الإلهي الذي يُظهر سلوكه. ويتسم الكون بالرغم من ذلك بالخير فقط، بقدر ما يحتوي على الفضيلة والعقلانية المُثلى. وربما تكون محتويات العالم مناسبة وملائمة جدًا، لكنها أسواء (indifferent) من الناحية الأخلاقية. فتقع خيرية الإله الرواقي في اختياره لفضيلة وعقلانية الأشياء الأسواء في العالم. وبالتالي يحدث الألم والمعاناة والمأساة حتى في الوقت الذي يتجلى فيه الكون وفقًا للخير العقلاني. وأحداث العالم هي أحداث الإله؛ إذ تنكشف وفقًا لأفضل عقل ممكن ويمكن معرفتها عن طريق العقل. ويقع الخير بالنسبة للبشر في فهم وتقبل هذا الاتحاد مع الأفعال الموجهة نحو الخير.
حاول الرواقيون دمج تعدد الآلهة التقليدي في فلسفتهم. ليس فقط الإله الجوهري الأول، والكائن الأسمى الوحيد، ولكن يمكن أن تُنسب الألوهية إلى التجليات –إلى الأجرام السماوية وقوى الطبيعة وحتى الأشخاص المؤلهين؛ وبالتالي فإن العالم ممتلئ بالأشخاص الحاملين للقوى الإلهية. وتعد الصلوات من الأمور قليلة النفع في الكون المنظم عقليًا، وتبدو النماذج الباقية من صلوات الرواقيين أشبه بتأمل ذاتي عن كونها مناشدات أو أدعية من أجل التدخل الإلهي.

## الروح
تعتبر الروح في المخلوقات العاقلة بمثابة تجلي بدرجة كبيرة للنقاء والقوة اللذان يمثلان فَيضًا من روح العالم. ويمتلك البشر أنفسًا لأن الكون له نفس، والعقلانية البشرية مماثلة تمامًا لعقلانية الإله. والروح هي النفس المنتشرة في جميع أنحاء الجسم البشري.
وتتسم النفس بطابع جسدي، وإلا لن يكون لها وجود حقيقي، ولن تكون قادرة على الامتداد في أبعاد ثلاثة (أي أن تنتشر في جميع أنحاء الجسد)، ولن تكون قادرة على الاحتفاظ بأجزاء الجسد متحدة معًا، وهنا يظهر تناقض حاد مع المعتقد الأبيقوري، الذي يرى أن الجسد هو ما يحجز ويؤوي ذرات النفس. هذه النفس الجسدية هي العقل والذهن والمبدأ الحاكم؛ فيمكن لكليانثس أن يقول إلى زيوس بفضل أصله الإلهي: نحن أيضًا ذريتك. ويمكن لسينيكا أن يُصر في هدوء على أنه إذا كان الإنسان والإله غير متكافئين بشكل كامل، فإن الأفضلية تبقى في جانبنا. فما يكونه الإله بالنسبة إلى العالم، تكونه النفس بالنسبة إلى البشر. ويتسم الكون بطابع كُلي واحد، وتشير كينونته المتنوعة إلى مراحل متنوعة من التكثيف في الروح. لذلك فإن النفس البشري يجب أن تمتلك أيضًا البساطة المقدسة، وتُحدد وظائفها المتنوعة من خلال درجات شدتها. وليس هناك أجزاء منفصلة من الروح كما تخيل المفكرون السابقون. وبهذا يرتبط علم النفس بشكل وثيق مع النظرية الرواقية في المعرفة. فيترتب على وحدة النفس أن جميع العمليات الذهنية – إحساس وتقبل ودافع- تنطلق من العقل، أي الجزء الحاكم؛ إذ تتحرك النفس العاقلة الوحيدة للفرد والتي تمتلك أحاسيس وقبول للأحكام، نحو موضوعات الرغبة، بقدر ما تفكر أو تتعقل.